# Köhler-Villa
Die Köhler-Villa wurde als großbürgerliches Wohnhaus in Crimmitschau errichtet. Die ehemalige Fabrikantenvilla gehört heute zum Hotel Villa Vier Jahreszeiten und steht unter Denkmalschutz.

## Geschichte

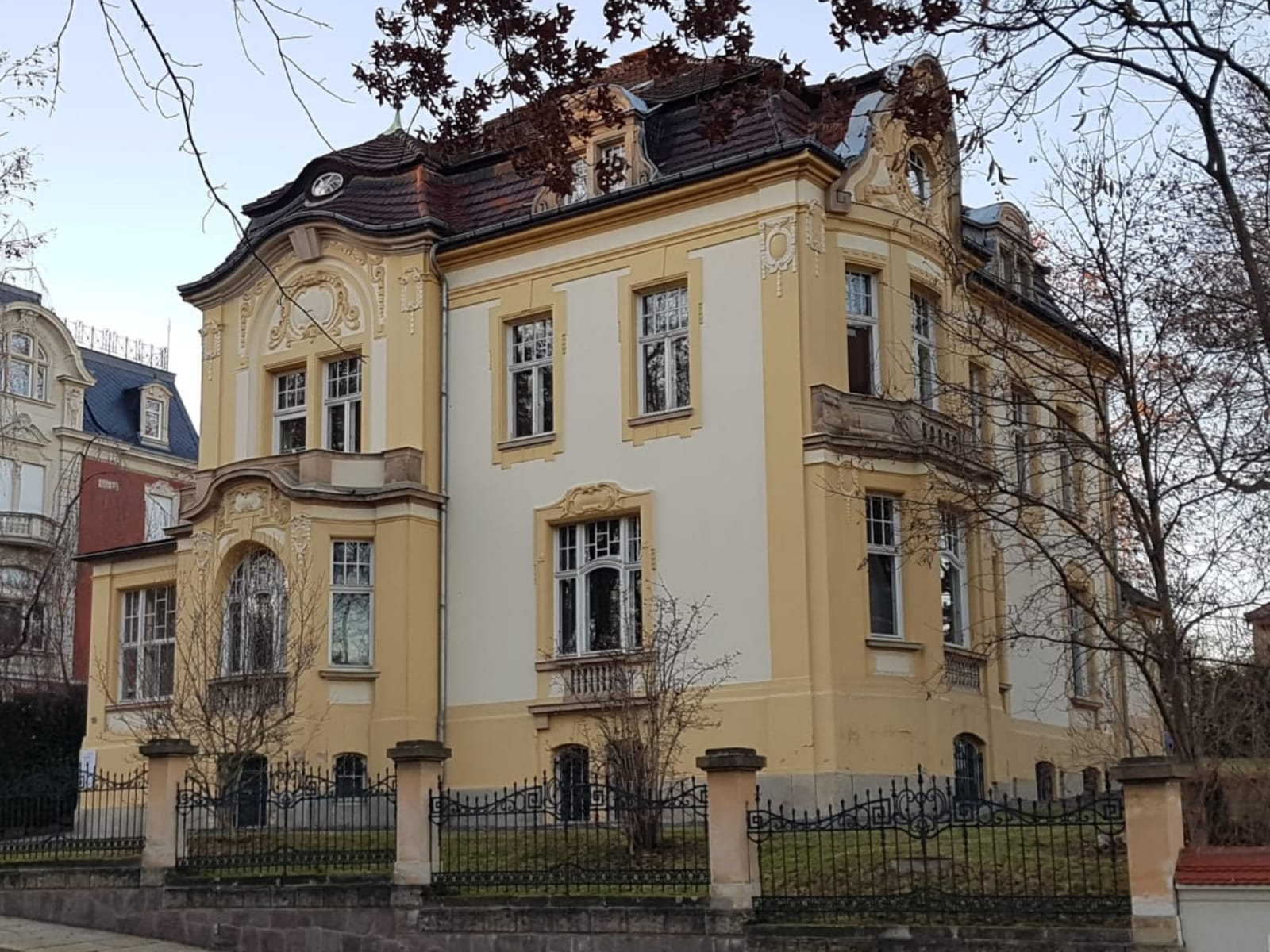
Köhler-Villa

Im Jahr 1899 wurde die ehemalige Königstraße im Zuge der Neuanlage des Bismarckhains an dessen Nordflanke als Obere Königstraße (heute Gabelsbergerstraße) verlängert. Auf der neuen Prachtstraße entstanden folgend vier Villen – als letzte wurde zwischen 1907 und 1908 vom ortsansässigen Baumeister Adolf Müller das Wohnhaus für Stadtrat Emil Köhler gebaut. Dieser war zusammen mit seinen Brüdern Friedrich und Carl junior Besitzer der vom Vater 1855 gegründeten „Fabrik reinwollener Herrenkleiderstoffe – Carl Köhler“, ehemals Mühlgasse 22–26. Er war zudem Eigentümer des Rittergutes „Mark Sahnau“, von dem die Fabrik einen Großteil der verarbeiteten Schafwolle bezog.
Emil Köhler bewohnte das Haus zusammen mit Sohn und Tochter. Martin Köhler diente viele Jahre als Offizier der kaiserlichen Schutztruppe in Arusha, die Ärztin Annemarie Köhler (1893–1948) versteckte während der Judenverfolgung in ihrer Pirnaer Praxis die Tagebücher von Victor Klemperer vor der Gestapo.
1938 wurde durch Bauunternehmer Fleischmann die Putzfassade saniert. Medaillons, Putzstuck und Zahnschnittfriese wurden ausgebessert. Das Haus bekam einen gelben Anstrich.
Nach der Enteignung der Firma 1948 und Umbenennung zunächst zum „VEB Crimmitschauer Volltuchfabrik“ firmierte das Unternehmen ab 1962 bis zur deutschen Wiedervereinigung unter „VEB Volltuchwerke Crimmitschau“.
Auch die Villa kam in staatlichen Besitz und wurde viele Jahre als Kindertagesstätte der Volltuchwerke genutzt. Auf dem rückseitigen Grundstück errichteten die Volltuchwerke eine  Wochenkrippe.
1994 erwarb der Steuerberater und Kunstsammler Klaus F. K. Schmidt die Villa von der Stadt Crimmitschau. Er sanierte das Gebäude grundhaft und vermietete folgend die großen Räume an ein Steuerbüro der ETL-Gruppe.
2021 wurde das Haus von der Eigentümerin der angrenzenden Villa Vier Jahreszeiten erworben. Unter Einbezug der nicht mehr genutzten Wochenkrippe wurden die Gärten dieser 3 Grundstücke zu einem kleinen öffentlichen Park vereint. Mit einer den Denkmalschutz berücksichtigenden Umbaugenehmigung wird die Köhler-Villa als zusätzliches Hotelgebäude genutzt.

## Architektur
Die Villa wurde im Stil des Neobarock errichtet. Veranda, Erker, Fenster mit Sprossenteilung, Türverdachung sowie schmiedeeiserne Gitter und Einfriedung unterstreichen den Repräsentationsanspruch des Bauherren.